# Detective (film 1985)
Detective è un film del 1985 diretto da Jean-Luc Godard e girato tutto in interni nell'hotel Concorde Saint-Lazare a Parigi, affittato dalla produzione per un mese intero.
Fu presentato in concorso al 38º Festival di Cannes.

## Trama
In un grand-hotel di Parigi, vicino alla Gare Saint-Lazare, due detective, Isidore e suo zio William Prospero, devono scoprire chi ha assassinato due anni prima un uomo chiamato “il Principe”, nella stessa stanza dove hanno preso alloggio. Li aiuta Arielle, fidanzata di Isidore.
Nel medesimo albergo, una camera è occupata dal pilota di aerotaxi Émile Chenal e da sua moglie Françoise, una coppia in crisi. Lei in passato ha avuto una relazione con Jim Fox Warner; questi alloggia a sua volta nell'albergo perché è il patron di un giovane pugile, Tiger Jones, che deve disputare un importante incontro di boxe. Il ragazzo è accompagnato dalla fidanzata Grace Kelly, una principessa delle Bahamas che gira volentieri per la camera in topless per provocarlo: vuole infatti che lui lasci il lavoro per andare via insieme.
Jim Fox deve molti soldi agli Chenal, che oltre a problemi coniugali soffrono anche di ristrettezze economiche. Françoise si incontra con lui per chiedergli di saldare il debito, Jim le fa delle avances poi le confida di dovere soldi anche a altri, alla “famiglia”. Intanto Arielle è stanca di lavorare con il fidanzato detective, vorrebbe tornare all'università e riprendere con gli esami; quando Isidore non è presente, Arielle non disdegna di togliersi i vestiti alla presenza dello zio Prospero.
Jim Fox restituisce finalmente un piccolo anticipo di 1.500 franchi a Françoise, che lei usa all'insaputa del marito per acquistare una giacca nuova. I tre pranzano insieme al ristorante dell'albergo, è un incontro molto teso, Émile sospetta che tra i due ci sia qualcosa. Jim Fox promette a titolo di rimborso il 4% degli incassi del match di pugilato. Isidore li serve al tavolo, travestito da cameriere; ma con lui c'è anche n altro falso cameriere: è Angelo, aiutante del principe Luciano, capo mafia. Questi risiede all'albergo insieme a una nipotina, e legge nel tempo libero un libro di Leonardo Sciascia.
Arielel sorprende il fidanzato Isidore nei sotterranei dell'albergo con un'altra donna, lui le dice che è solo lavoro. Françoise va a letto con Jim Fox; durante la notte lui sogna che Tiger Jones fugga insieme Grace Kelly lasciandogli come indennizzo i gioielli della principessa. Al risveglio trova effettivamente i gioielli ai piedi del letto, e il suo protetto è scomparso. Jim prende una pistola e la mette in tasca. Altrettanto fa Isidore, ha la certezza che qualcosa stia per accadere e chiama un'ambulanza al telefono.
Jim Fox è disilluso; sul computer che tiene in camera da letto è registrato quante donne ha avuto in vita sua, 632, e anche quante volte ha affermato di essere stanco: 25.300. Osservando il panorama dalla finestra si fa interprete del sentimento del regista nei confronti di Parigi, città che ha abbandonato per tornare nella natia Svizzera:
Françoise annuncia al marito che andrà via da lui, per il momento insieme a Jim. Il dramma precipita. Émile spara a Jim nella hall dell'albergo; Isidore, che sorveglia tutto, reagisce sparando a sua volta, ma colpisce e uccide per sbaglio suo zio Prospero. Émile prende in ostaggio la nipotina del principe Luciano, forse per estorcergli denaro, ma viene ucciso dagli uomini della “famiglia”. Prima di esalare l'ultimo respiro, Prospero confida al nipote la soluzione del caso sul quale indagano: la vittima è stata uccisa nella stanza 666 per errore, il numero sulla porta si era capovolto, l'assassino avrebbe dovuto entrare nella 999.

## Critica
“Détective” era il titolo di una rivista francese di cronaca nera e storie gialle. Ogni personaggio nel film porta con sé un libro che lo caratterizza, che legge o cerca di leggere in continuo. Jean-Luc Godard accetta di girare questo film, propostogli dal produttore Alain Sarde, solo per avere i fondi necessari a terminare Je vous salue, Marie. L'idea è mettere insieme il regista del momento, una serie impressionante di attori famosi e un soggetto noir per catturare il grande pubblico. Agli spettatori appare comunque evidente che in questo film non c'è nulla di detective e che il regista ha ancora una volta stravolto tutto, malgrado la “trama” scritta dal ventiseienne fumettista Philippe Setbon (della quale non resta traccia negli archivi), e che comunque non ha mai incontrato né il regista né la sua compagna Anne-Marie Miéville, che collabora al soggetto.
L'intero film è girato all'hotel Concorde di fronte alla stazione ferroviaria di Saint-Lazare, quasi unicamente in piani fissi, e con un direttore della fotografia, Bruno Nuytten, che Godard non apprezza. Malgrado tutto, il regista riesce a farne un'opera fino a un certo punto personale:
(Jean-Luc Godard)
La vera star del film risulta agli occhi del pubblico il cantante Johnny Halliday, che in passato aveva già recitato ma che la pellicola di Godard rilancia nel mondo del cinema. Il regista incontra il cantante con l'intermediazione della compagna di quest'ultimo, Nathalie Baye, con la quale ha già lavorato e che si ritrova in questo. È Anne-Marie Miéville che propone a Alain Sarde di scritturarlo. Halliday è uno dei più grandi collezionisti di film in videocassetta di Francia, e per prepararsi alle riprese si fa punto d'onore di rivedere tutti i film di Godard che possiede.
Con gli altri attori invece le cose non sono altrettanto semplici, dal momento che come al solito Godard li maltratta per ottenere da loro il massimo della resa sullo schermo: cerca di creare tensione nella troupe, nessuno è in grado di capire se il proprio lavoro va bene o meno; con alcuni parla male degli altri e viceversa. Emmanuelle Seigner per esempio, allora semplice debuttante di 18 anni, dopo essere sistematicamente spogliata (la si vede quasi sempre in topless) viene rimproverata aspramente:
(Jean-Luc Godard)
Durante le riprese, Godard permane di cattivo umore, irritabile, continuamente sarcastico. Secondo lui il direttore della fotografia Nuytten usa le luci in maniera troppo classica. L'attore Claude Brasseur, con in quale già aveva lavorato vent'anni prima in Bande à part, è il più disprezzato:
Al contrario, tutto funziona bene con Alain Cuny, che recita nel ruolo del capo mafia, e con la sedicenne Julie Delpy, destinata ad avere un ruolo nelle successive Histoire(s) du cinéma, che recita nella particina della fan del pugile. Va ancora meglio con l'esordiente Aurelle Doazan, che interpreta Arielle. In una lettera che indirizza alla giovane attrice, Godard si auto-definisce “l'orco” che ha bisogno di carne fresca e ammette di averla scritturata per la sua bellezza.

## Edizione italiana
Il film fu distribuito in Italia dalla BIM e i dialoghi sono di Ottavio Maria Rolandi Ricci.